# IC 4319
IC 4319 — компактная вытянутая спиральная галактика типа Sbc в созвездии Гидра. Поверхностная яркость — 13,0 mag/arcmin². Этот объект входит в число перечисленных в оригинальной редакции «Нового общего каталога».
В галактике вспыхнула сверхновая SN 2001bb типа Ic, её пиковая видимая звездная величина составила 16,5.